# Pedro de Alcántara de Borbón
Pedro de Alcántara de Borbón y Borbón (12 de diciembre de 1862 - 5 de enero de 1892), primer Duque de Dúrcal, fue hijo del infante de España Sebastián Gabriel de Borbón y su segunda esposa, la también infanta española doña María Cristina de Borbón. Don Pedro de Alcántara no ostentó nunca el título de infante de España.

## Familia
Don Pedro de Alcántara era hijo del citado Sebastián Gabriel de Borbón y su segunda esposa María Cristina de Borbón. Sus abuelos paternos eran don Pedro Carlos de Borbón y su esposa María Teresa de Braganza, Princesa de Beira. Por vía materna, don Pedro de Alcántara era nieto del infante don Francisco de Paula de Borbón y su esposa, la Princesa Luisa Carlota de las Dos Sicilias. Su compleja genealogía hizo que don Pedro de Alcántara fuese descendiente de tres nietos de Carlos III de España: el Rey Francisco I de las Dos Sicilias, su esposa la infanta María Isabel de Borbón, el infante Francisco de Paula de Borbón, Duque de Cádiz, la Reina Carlota Joaquina de Portugal y el infante hispano-portugués Pedro Carlos de Borbón. 
Aunque tanto su padre como su madre fuesen infantes de España por derecho de nacimiento y estuviesen estrechamente emparentados con la familia real española, se decidió que los hijos del infante Sebastián Gabriel no ostentarían el título de infantes de España (aunque se les permitió utilizar el apellido Borbón) dado que la vasta fortuna del infante sería suficiente para mantener a su prole, y así éstos no dependerían de las arcas del Estado.

## Biografía
Don Pedro de Alcántara era el hijo segundogénito de don Sebastián Gabriel y de doña María Cristina. Nació en Madrid en 1862 durante el reinado de su tía Isabel II, prima y cuñada de su madre. Fue bautizado con los nombres de Pedro de Alcântara María de Guadalupe Teresa Isabel Francisco de Asís Gabriel Sebastián Cristina y su padrino fue el Emperador Pedro II de Brasil.
Tras el exilio de su familia en Francia (1868) y la muerte de su padre (1875), don Pedro de Alcántara y sus hermanos fueron criados por Alfonso XII, ya que su propia madre, la infanta doña María Cristina, era una mujer de pocas luces. El rey encargó el ejercicio de la tutela y curatela de los hijos del infante a  don José Mariano Quindós y Tejada, marqués de San Saturnino. En 1880 el marqués de San Saturnino , intentó conservar para el mayor de estos, los derechos de su padre como gran prior de Castilla de la Orden de San Juan. Esta petición no fue atendida considerándose que esta dignidad la había ejercido el infante de forma vitalicia. Don Pedro de Alcántara, al igual que sus hermanos, fue educado en Madrid y Viena, al igual que lo había sido su primo el rey.
Don Pedro de Alcántara se casó el 6 de abril de 1885 con María de la Caridad Madan y Uriondo, nacida en Guantánamo, el 19 de septiembre de 1867, hija de Juan Antonio Madan y Uriondo, General de los Reales Ejércitos, procedente del Real Cuerpo de Infantería, Comendador de la Real y Distinguida Orden de Carlos III y de la Real Orden Americana de Isabel la Católica, y de su prima hermana, Francisca de Uriondo y de Saavedra. La noble familia de Madan (u O'Madan) era originaria de Waterford, Irlanda, cuyos descendientes se asentaron en Canarias con motivo de las persecuciones de las que fueron víctimas los católicos tras la caída de la dinastía Estuardo. Un tío paterno de María de la Caridad, Don Ramón Madan y Uriondo, Comandante de Infantería y Caballero Gran Cruz del Mérito Agrícola, fue creado en 1911, marqués de Arucas. El propio don Pedro de Alcántara recibió el título de Duque de Dúrcal el 23 de enero de 1885 por voluntad de su primo, el rey Alfonso.
El duque de Dúrcal no fue un hombre políticamente relevante, y al igual que su hermano mayor, no fue un hombre de gran intelecto. Su matrimonio también fue un fracaso, aunque tuvo tres hijos que fueron educados en España y Francia. La familia residió principalmente en París. Allí falleció con tan sólo 30 años de edad, en 1892. Su viuda contrajo matrimonio posteriormente con don Luis Fernando de Bessières y Osorio Calbache, y falleció en 1912 en Berlín. Su hijo, don Fernando Sebastián, fue segundo duque de Dúrcal. La actual duquesa de Dúrcal es doña María Cristina Patiño y de Borbón, bisnieta de don Pedro de Alcántara.

## Descendencia
Don Pedro de Alcántara y su esposa tuvieron tres hijos:
- María Cristina de Borbón y Madan (1886-1985). Casada con Maurits van Vollenhoven, un diplomático holandés. Sin sucesión.
- María Pía de Borbón y Madan (1888-1969). Casada con Rafael Padilla, un empresario argentino, y después casó con Guillermo Raimundo. Con sucesión.
- Fernando Sebastián de Borbón y Madan (1891-1944), segundo duque de Dúrcal. Casado con Mª Leticia Bosch-Labrús y Blat, tuvo dos hijas.

## Títulos y órdenes

### Títulos
- I Duque de Dúrcal.

### Órdenes
- 27 de enero de 1863: Caballero gran cruz de la Orden de Carlos III.[5]